# 성과주의
성과주의는 조직의 목표 달성을 위해 개인과 팀이 달성한 실적이나 업적과 연계하여 임금, 승진 등 보상을 실시하는 인사 시스템이다.

## 같이 보기
- 능력주의